# Den Danske Brigade
Den Danske Brigade era una unità militare danese durante la seconda guerra mondiale con il rango di brigata, nota come Danforce e costituita in Svezia, costituita da Polititropper, letteralmente truppe di polizia.

## Struttura
In realtà l'unità era una forza militare a tutti gli effetti con quattro battaglioni di fanteria leggera ed uno pesante, compagnia anticarro, compagnia mortai, reparto genio e servizi, compagnia di sanità; ad essi si aggiungeva una flottiglia navale di appoggio denominata Den Danske Flotille, basata a Karlskrona costituita dalle navi che erano riuscite a fuggire e da una piccola unità aerea denominata Flystyrken a Såtenäs, per circa 4800 effettivi, tra cui anche donne.

## Operatività
La brigata danese era stata allertata per l'uso in quella che doveva essere l'operazione Operazione Rädda Danmark, poi annullata dalla resa tedesca, e tornò in Danimarca per cooperare alle operazioni di disarmo delle truppe tedesche presenti nel paese. L'unità sbarcò il 5 maggio 1945 a Helsingør dirigendosi dapprima verso la stazione di Hellerup e poi  verso Copenaghen. Dopo il 10 maggio, i pionieri continuarono ad operare per lo sminamento e la bonifica da ordigni esplosivi sul territorio danese.

### Sitografia
- Den Danske Brigade, su danforce.dk.